# Ramon Te Wake
Ramon Te Wake (née le 25 mars 1976 à Dargaville, en Nouvelle-Zélande) est une autrice-compositrice-interprète, documentariste, actrice et animatrice de télévision néo-zélandaise.

## Biographie
Ramon Te Wake est née à Dargaville de parents maoris, Ray et Tilly Te Wake. C'est une descendante de Heremia Te Wake qui était un chef de tribu, qui est le père de Dame Whina Cooper. Elle grandit à Ascot Park, une banlieue de Porirua. Elle déménage à Wellington au début des années 1990, puis à Auckland peu après.
Ramon Te Wake est une femme trans.

## Télévision
Ramon Te Wake est d'abord animatrice de télévision pour Māori Television.

## Discographie

### Albums
- The Arrival (2002)
- Movement Is Essential (2008)

### Vidéos
- To the Core (2007)
- Still Remains (2010)

## Filmographie

### films
- Rūrangi (2020)

### Courts-métrages
- The Preacher Man (2004)
- The Johnny Doo Good Show (2005)
- AROHA – K' Road Stories (2015)
- GURL (2020)

### Télévision
- Takatāpui (2005)
- Neighbourhood (2016)
- Queens of Panguru (2017)

### Théâtre
- People Like Us (2016)